# 聖文森特和格林納丁斯國徽
圣文森特和格林纳丁斯國徽為盾徽。繒有兩名穿著羅馬式服裝的女子，一個手搖棕櫚枝條站立，另一位跪在繪有相握雙手的祭壇前祈禱。上方的花冠繪有一株棉花。綬帶上寫著國家格言：「和平與正義」。